# MLS SuperDraft 2007
L'MLS SuperDraft 2007 è stato effettuato a Indianapolis, Indiana il 12 gennaio 2007. È stato il SuperDraft annuale della Major League Soccer. La prima squadra a scegliere è stata Toronto.
Il SuperDraft è stato seguito dall'MLS Supplemental Draft 2007.

## Round 1
| Scelta | Calciatore          | Pos. | Nuova squadra          | Squadra precedente |
| ------ | ------------------- | ---- | ---------------------- | ------------------ |
| 1      | Maurice Edu         | C    | Toronto FC             | Maryland           |
| 2      | Bakary Soumaré      | D    | Chicago Fire           | Virginia           |
| 3      | Michael Harrington  | D    | Kansas City Wizards    | North Carolina     |
| 4      | Chris Seitz         | P    | Real Salt Lake         | Maryland           |
| 5      | Wells Thompson      | C    | New England Revolution | Wake Forest        |
| 6      | Nico Colaluca       | C    | Colorado Rapids        | Virginia           |
| 7      | John Cunliffe       | A    | Chivas USA             | Fort Lewis College |
| 8      | Jerson Monteiro     | A    | Chicago Fire           | Alabama-Birmingham |
| 9      | Anthony Wallace     | D/C  | FC Dallas              | South Florida      |
| 10     | Andrew Boyens       | D    | Toronto FC             | New Mexico         |
| 11     | Bryan Arguez        | D/C  | D.C. United            | Generation adidas  |
| 12     | Amaechi Igwe        | D    | New England Revolution | Santa Clara        |
| 13     | John Michael Hayden | C    | Houston Dynamo         | Indiana            |

## Round 2
| Scelta | Calciatore     | Pos. | Nuova squadra          | Squadra precedente |
| ------ | -------------- | ---- | ---------------------- | ------------------ |
| 14     | Abdus Ibrahim  | A    | FC Dallas              | Generation adidas  |
| 15     | Brad Evans     | A    | Columbus Crew          | UC Irvine          |
| 16     | Robbie Findley | A    | Los Angeles Galaxy     | Oregon State       |
| 17     | Greg Dalby     | C/D  | Colorado Rapids        | Notre Dame         |
| 18     | Andrew Daniels | D    | FC Dallas              | Brown              |
| 19     | Dane Richards  | A    | Red Bull New York      | Clemson            |
| 20     | Josh Tudela    | C    | Los Angeles Galaxy     | Indiana            |
| 21     | Nate Norman    | C    | Chicago Fire           | Notre Dame         |
| 22     | Ryan Guy       | A    | FC Dallas              | San Diego          |
| 23     | Ty Harden      | D    | Los Angeles Galaxy     | Washington         |
| 24     | Brad North     | A    | D.C. United            | Northwestern       |
| 25     | Ryan Solle     | C    | New England Revolution | Wake Forest        |
| 26     | Corey Ashe     | C    | Houston Dynamo         | North Carolina     |

## Round 3
| Scelta | Calciatore          | Pos. | Nuova squadra          | Squadra precedente |
| ------ | ------------------- | ---- | ---------------------- | ------------------ |
| 27     | Richard Asante      | D/C  | Toronto FC             | Syracuse           |
| 28     | Scott Jones         | C    | FC Dallas              | UNC-Greensboro     |
| 29     | Edson Elcock        | A    | Kansas City Wizards    | Old Dominion       |
| 30     | Steven Curfman      | C    | Real Salt Lake         | Wake Forest        |
| 31     | Omar Cummings       | A    | Colorado Rapids        | Cincinnati         |
| 32     | Jay Needham         | D    | D.C. United            | Southern Methodist |
| 33     | Siniša Ubiparipović | C    | Red Bull New York      | Akron              |
| 34     | Mike Banner         | C/A  | Chicago Fire           | SIU-Edwardsville   |
| 35     | Nick LaBrocca       | C    | Colorado Rapids        | Rutgers            |
| 36     | Justin Hughes       | P    | Colorado Rapids        | North Carolina     |
| 37     | Ricky Schramm       | A    | D.C. United            | Georgetown         |
| 38     | Bryan Byrne         | C    | New England Revolution | UC Santa Barbara   |
| 39     | Mike Sambursky      | A    | Houston Dynamo         | South Carolina     |

## Round 4
| Scelta | Calciatore        | Pos. | Nuova squadra          | Squadra precedente |
| ------ | ----------------- | ---- | ---------------------- | ------------------ |
| 40     | Jeffrey Gonsalves | A    | Toronto FC             | Rhode Island       |
| 41     | Aaron Chandler    | A    | Columbus Crew          | San Francisco      |
| 42     | Kurt Morsink      | C    | Kansas City Wizards    | James Madison      |
| 43     | Tommy Krizanovic  | A    | FC Dallas              | Jacksonville       |
| 44     | Tally Hall        | P    | Los Angeles Galaxy     | San Diego State    |
| 45     | Bobby Burling     | A/D  | Los Angeles Galaxy     | Loyola Marymount   |
| 46     | Cameron Dunn      | D    | Chivas USA             | UC Irvine          |
| 47     | Simon Omekanda    | A    | Chicago Fire           | Penn State         |
| 48     | Adam Cristman     | A    | New England Revolution | Virginia           |
| 49     | Ben Hunter        | A    | Columbus Crew          | North Carolina     |
| 50     | Luis Robles       | P    | D.C. United            | Portland           |
| 51     | Kyle Helton       | D    | New England Revolution | Duke               |
| 52     | Eric Ebert        | C    | Houston Dynamo         | California         |